# Piper kapruanum
Piper kapruanum är en pepparväxtart som beskrevs av C. Dc.. Piper kapruanum ingår i släktet Piper och familjen pepparväxter. Inga underarter finns listade i Catalogue of Life.